# Chilocorus canariensis
Chilocorus canariensis es una especie de escarabajo del género Chilocorus, de la familia Coccinellidae, orden Coleoptera.

## Distribución y hábitat
Se distribuye por España. Habita en la vegetación halófila, en plantas de Yucca y en zonas y áreas agrícolas.

## Taxonomía
Fue descrita por Crotch en 1874.